# シャティヨン要塞
座標: 北緯48度47分26秒 東経2度16分34秒 / 北緯48.7906度 東経2.27611度
シャティヨン要塞（シャティヨンようさい、フランス語：Fort de Châtillon）は、フランス共和国オー＝ド＝セーヌ県シャティヨンとフォントネー＝オー＝ローズにまたがり所在する首都パリ防衛用の要塞で、後に原子力研究施設が置かれる。1874年に建設が始まりシャティヨン＝スー＝バニューの町を守備するために命名された要塞であったが、実際にはフォントネー＝オー＝ローズの町が近隣にあった。正門と若干の建物は要塞内に残っていたが、多くの建物は第二次世界大戦後に解体される。

## 要塞の歴史
シャティヨン要塞は1870年の普仏戦争時に防衛陣地として住民により建設が始まる。陣地はプロイセン軍の侵攻を遅滞させるため激戦が繰り広げられた。戦後、政府はパリ防衛に為に新たな要塞を築くことが決定される。シャティヨン要塞はこの新設計画の一つであった。1874年、陣地構築地から離れた位置に要塞の建設が始まる。
第二次世界大戦中の要塞は特定の運用に用いられなかった。フランス解放後、要塞にて対独協力に関わったジョゼフ・ダルナン、ジャン・ルシェール（fr:Jean Luchaire）、マルセル・ビュカール（fr:Marcel Bucard）およびジャン・エロルド・パキイ（fr:Jean Hérold-Paquis）の銃殺刑が執行された。
戦後、要塞はフレデリック・ジョリオ＝キュリーが初代委員長を務めていた原子力委員会の為に提供される。その後、1948年にはフランス初の原子炉であるゾエ炉（fr:Pile Zoé）の試運転に成功している。シャティヨン要塞は原子力研究の中枢であったが、原子力庁は更にもう一つの研究施設を設ける決定を下し、更にパリより離れたサクレーに大規模な研究所を建設し1952年に開設される。

## フォントネー＝オー＝ローズ原子力センター
1957年、シャティヨン要塞はフォントネー＝オー＝ローズ原子力センターに改称された。正門と若干の建物は残されるも、それ以外は取り壊され1957年から1970年にかけて新たな建物が建設される。1974年にTFR試験原子炉（トカマク型フォントネー＝オー＝ローズ）の運転が開始される。しかし、完全な運転を維持するには困難であった。原子力庁フォントネー＝オー＝ローズは、特に放射性廃棄物と放射線防護の管理領域での研究を主軸としている。また、センターは原子力庁行政部門を収容している。
しかし、1996年に管理部門が入った建物が火災によって崩壊し移転することになる。現在はライフサイエンスに関する研究に主軸を移し、原子力関連についてはゾエ炉が保存されている原子力博物館がある。原子力庁の建物は原子力安全局に移管される。最後に、建物の一部は2007年以来、原子力庁から切り離され放射線防護・原子力安全研究所が使用している。かつては「要塞」や「別館」とも呼ばれていたが現在は原子力庁フォントネー＝オー＝ローズや放射線防護・原子力安全研究所フォントネー＝オー＝ローズとして知られる。軍事目的で建設されたシャティヨン要塞は最終的にフランス原子力発祥地、そして民間研究センターとなる。